# Kampos (ort i Cypern)
Kampos är en ort i Cypern.   Den ligger i distriktet Eparchía Lefkosías, i den centrala delen av landet, 60 km väster om huvudstaden Nicosia. Kampos ligger 652 meter över havet och antalet invånare är 445. Den ligger på ön Cypern.
Terrängen runt Kampos är lite bergig.Trakten runt Kampos är mycket glesbefolkad, med 5 invånare per kvadratkilometer. Närmaste större samhälle är Léfka, 13,3 km nordost om Kampos. 